# Шпорцевые лягушки
Шпорцевые лягушки (лат. Xenopus) — род бесхвостых земноводных из семейства пиповых, представители которого распространены в Африке к югу от Сахары. Ведут водный образ жизни.

## Внешний вид

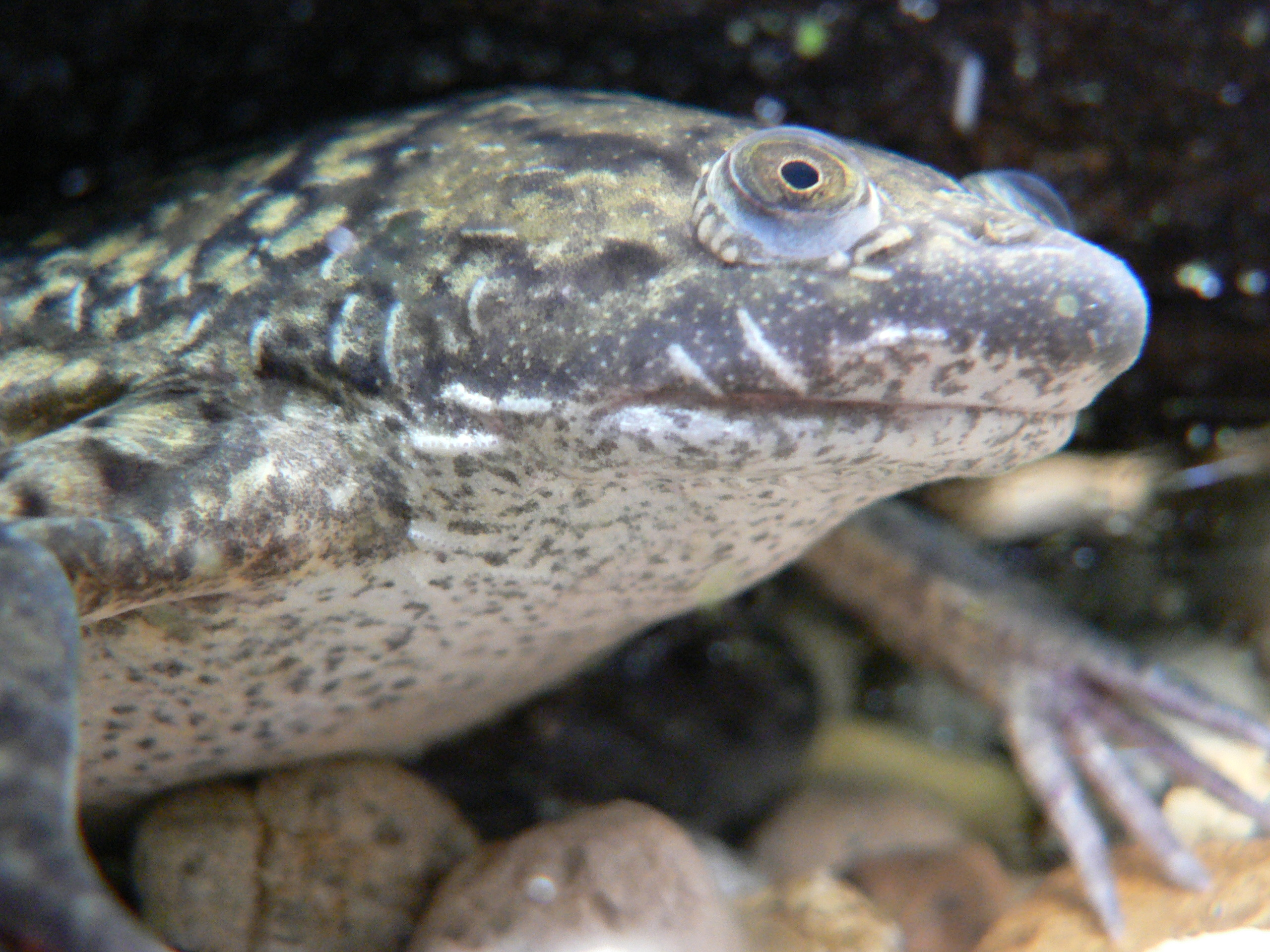
Голова гладкой шпорцевой лягушки с хорошо заметными органами боковой линии

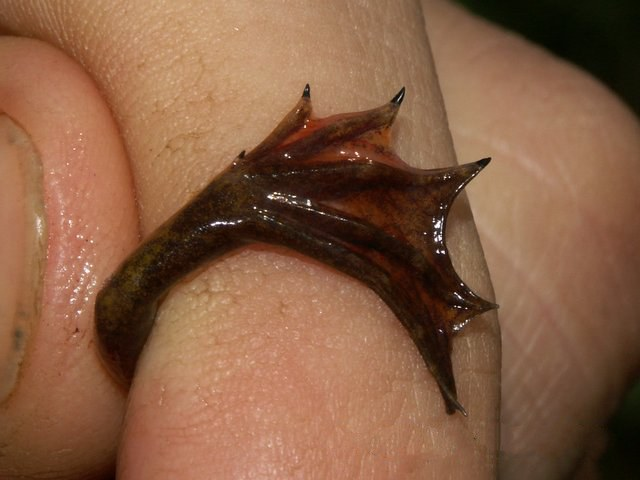
Задняя лапка с когтями на пальцах

Длина тела до 12 см. Представители рода имеют уплощённое тело удлинённо-овальной формы при взгляде сверху. Голова почти треугольная. Язык отсутствует. Дно ротовой полости обычно морщинистое и покрыто мелкими выростами. Хоаны крупные, округлой формы, направлены назад и вниз и хорошо видны с нижней стороны. Зубы имеются на предчелюстных и верхнечелюстных костях, но на сошниках почти всегда отсутствуют. Ноздри хорошо заметные, имеют вид направленных вверх эллипсоидных щелей. У взрослых особей имеются органы боковой линии, ряды которых внешне напоминают стежки. Пальцы на передних конечностях удлинённые, оканчиваются мелкими вздутиями, и в отличие от других африканских пиповых, между ними отсутствует перепонка. В связи с водным образом жизни шпорцевые лягушки имеют длинные задние конечности, пальцы  на которых соединены хорошо развитой перепонкой, доходящей до кончиков пальцев. На первых трёх пальцах задней ноги имеются коричневые или чёрные кератиновые когти, благодаря которым они получили своё название. У многих видов коготь имеется также на дополнительном пальце (англ. prehallux). Окраска большинства видов варьирует от серой до коричневой.

## Питание
Охотятся на мелких беспозвоночных, заталкивая их в рот пальцами передних лап.

## Распространение
Ареал шпорцевых лягушек — Чёрная Африка (территория к югу от Сахары). В роде выделяют до 18 видов. Наиболее распространена обыкновенная шпорцевая лягушка, которая также была интродуцирована в Америку и Европу.

## Геном
В 2010 году учёные заявили о том, что им удалось расшифровать геном шпорцевой лягушки Xenopus tropicalis, содержащий около двадцати тысяч генов. Исследования начались в 2003 году и вчерне были готовы к 2005 году. В результате выяснилось, что около 360 миллионов лет назад существовал общий предок человека и шпорцевых лягушек.

## Шпорцевые лягушки и человек
Широко известна гладкая шпорцевая лягушка (Xenopus laevis), используемая в биологических и медицинских исследованиях, а также в качестве домашнего питомца. Капская шпорцевая лягушка (Xenopus gilli) занесена в Красную книгу МСОП.

## Систематика и филогения
По информации базы данных Amphibian Species of the World на август 2025 года в род включают 29 видов:
- Xenopus allofraseri Evans at al., 2015
- Xenopus amieti Kobel at al., 1980 — Шпорцевая лягушка Амье
- Xenopus andrei Loumont, 1983 — Ночная шпорцевая лягушка
- Xenopus borealis Parker, 1936 — Кенийская шпорцевая лягушка
- Xenopus boumbaensis Loumont, 1983 — Камерунская шпорцевая лягушка
- Xenopus calcaratus Peters, 1875
- Xenopus clivii Peracca, 1898 — Эфиопская шпорцевая лягушка
- Xenopus epitropicalis Fischberg, Colombelli & Picard, 1982 — Экваториальная шпорцевая лягушка
- Xenopus eysoole Evans , 2015
- Xenopus fischbergi Evans at al., 2015
- Xenopus fraseri Boulenger, 1905 — Шпорцевая лягушка Фрэзера
- Xenopus gilli Rose & Hewitt, 1927 — Капская шпорцевая лягушка
- Xenopus itombwensis Evans at al., 2008
- Xenopus kobeli Evans at al., 2015
- Xenopus laevis (Daudin, 1802) — Гладкая шпорцевая лягушка
- Xenopus largeni Tinsley, 1995
- Xenopus lenduensis Evans at al., 2011
- Xenopus longipes Loumont & Kobel, 1991
- Xenopus mellotropicalis Evans at al., 2015
- Xenopus muelleri (Peters, 1844) — Шпорцевая лягушка Мюллера
- Xenopus parafraseri Evans at al., 2015
- Xenopus petersii Bocage, 1895
- Xenopus poweri Hewitt, 1927
- Xenopus pygmaeus Loumont, 1986
- Xenopus ruwenzoriensis Tymowska & Fischberg, 1973 — Лесная шпорцевая лягушка
- Xenopus tropicalis (Gray, 1864) — Когтистая шпорцевая лягушка, или тропическая шпорцевая лягушка
- Xenopus vestitus Laurent, 1972 — Коротконогая шпорцевая лягушка
- Xenopus victorianus Ahl, 1924
- Xenopus wittei Tinsley, Kobel & Fischberg, 1979 — Зеленоватая шпорцевая лягушка

Молекулярно-филогенетические исследования, основанные на данных митохондриальных и ядерных геномов, показывают, что род разделяется на две крупные клады, которым придают ранг подрода: Silurana Gray, 1864 (Xenopus tropicalis, X. epitropicalis, X. mellotropicalis и X. calcaratus) и Xenopus Wagler, 1827 (остальные виды). Это разделение, кроме того, поддерживается несколькими признаками внешней и внутренней морфологии, а также специфическими паразитами, встречающихся у одного подрода, но не встречающихся у другого.

### Вымершие виды
Известны несколько ископаемых видов из Азии, Африки и Южной Америки возрастом приблизительно от 85 до 1,8 млн лет:
- †Xenopus arabiensis Henrici & Báez, 2001
- †Xenopus boiei Wagler, 1827
- †Xenopus romeri Estes, 1975

## Изображения

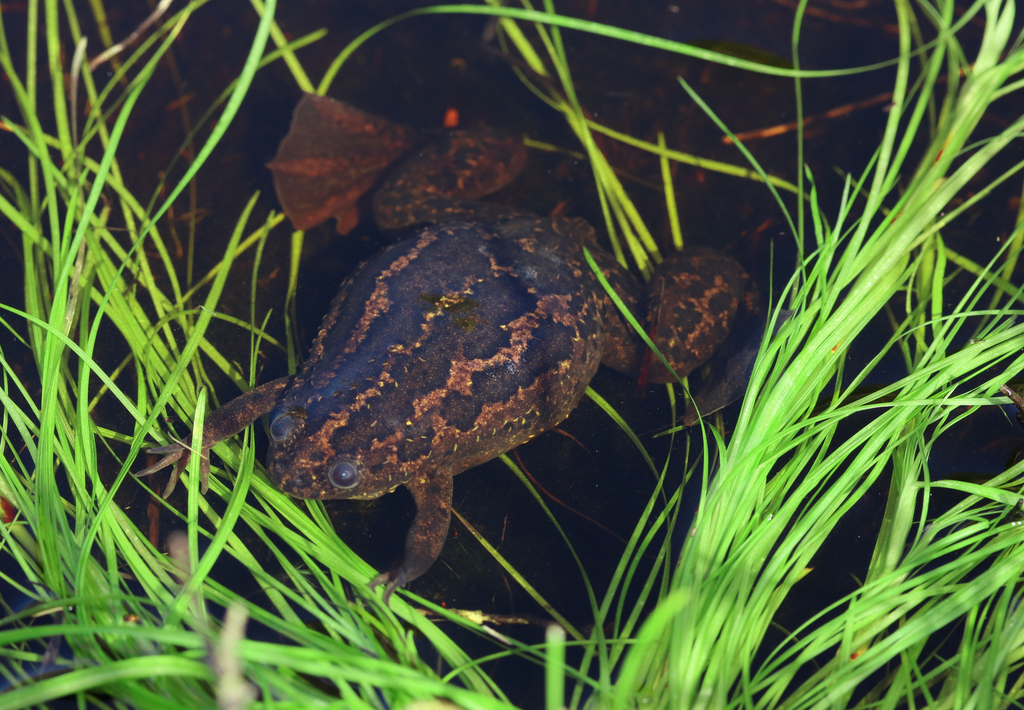
Xenopus gilli
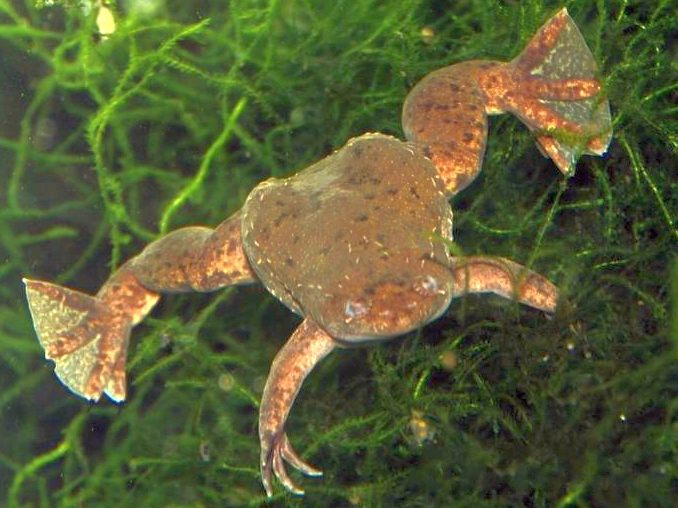
Xenopus amieti
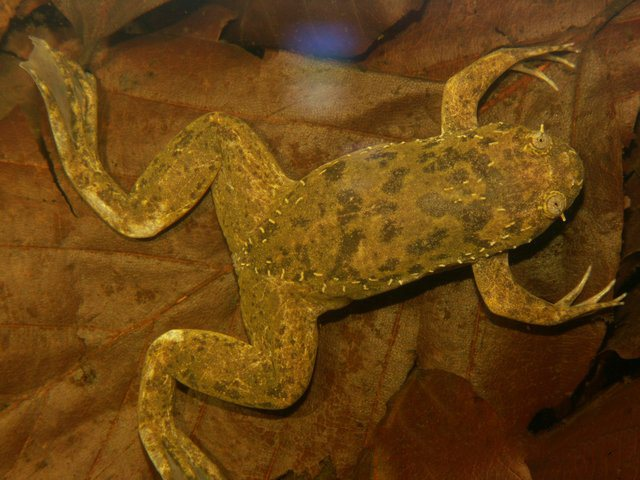
Xenopus fraseri
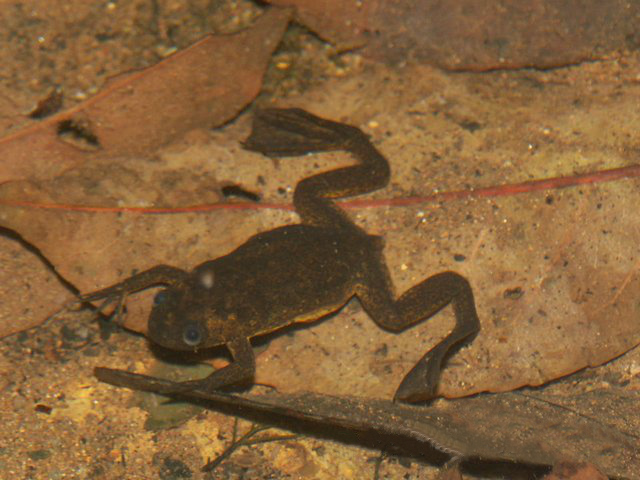
Xenopus longipes
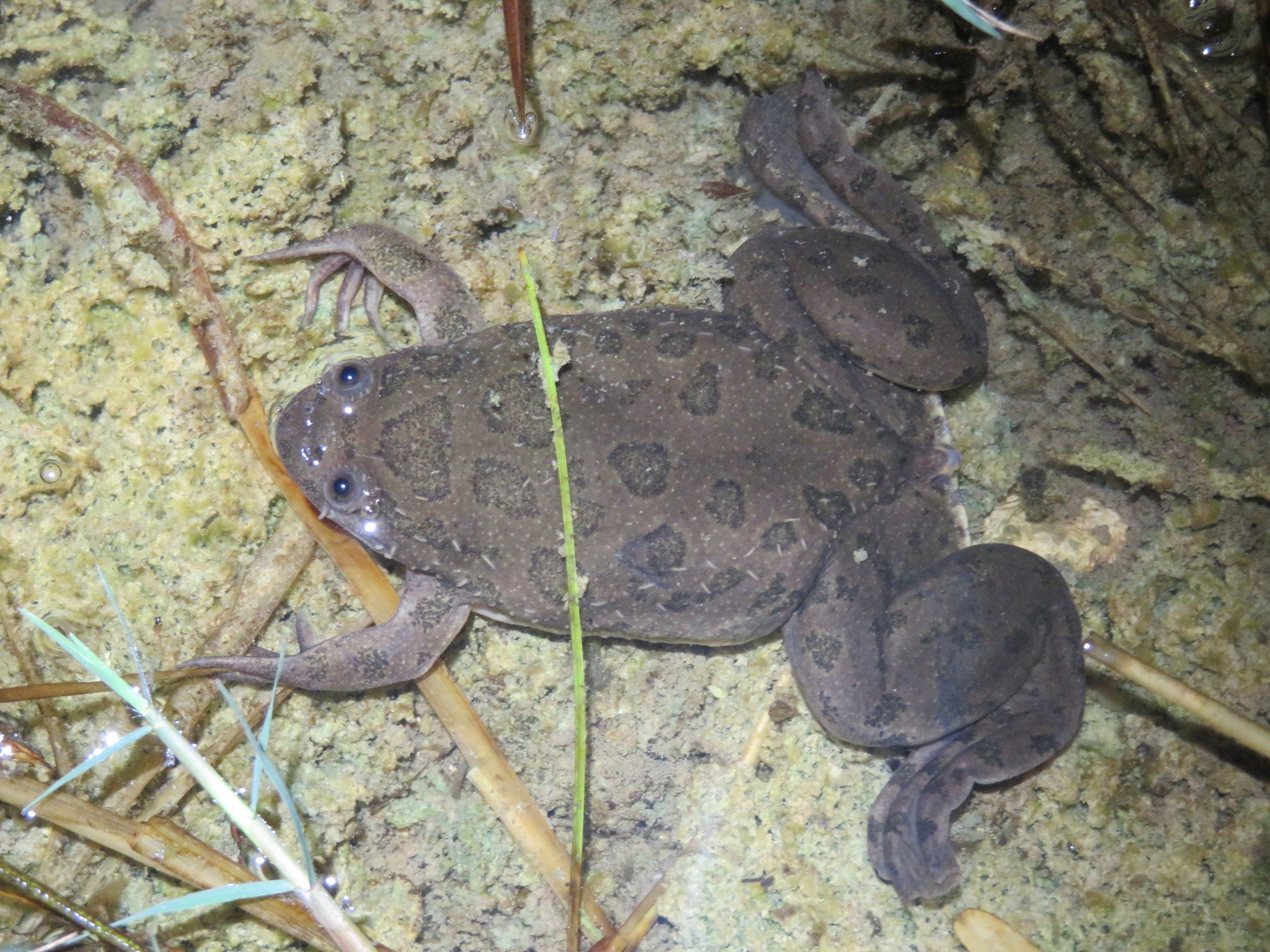
Xenopus muelleri
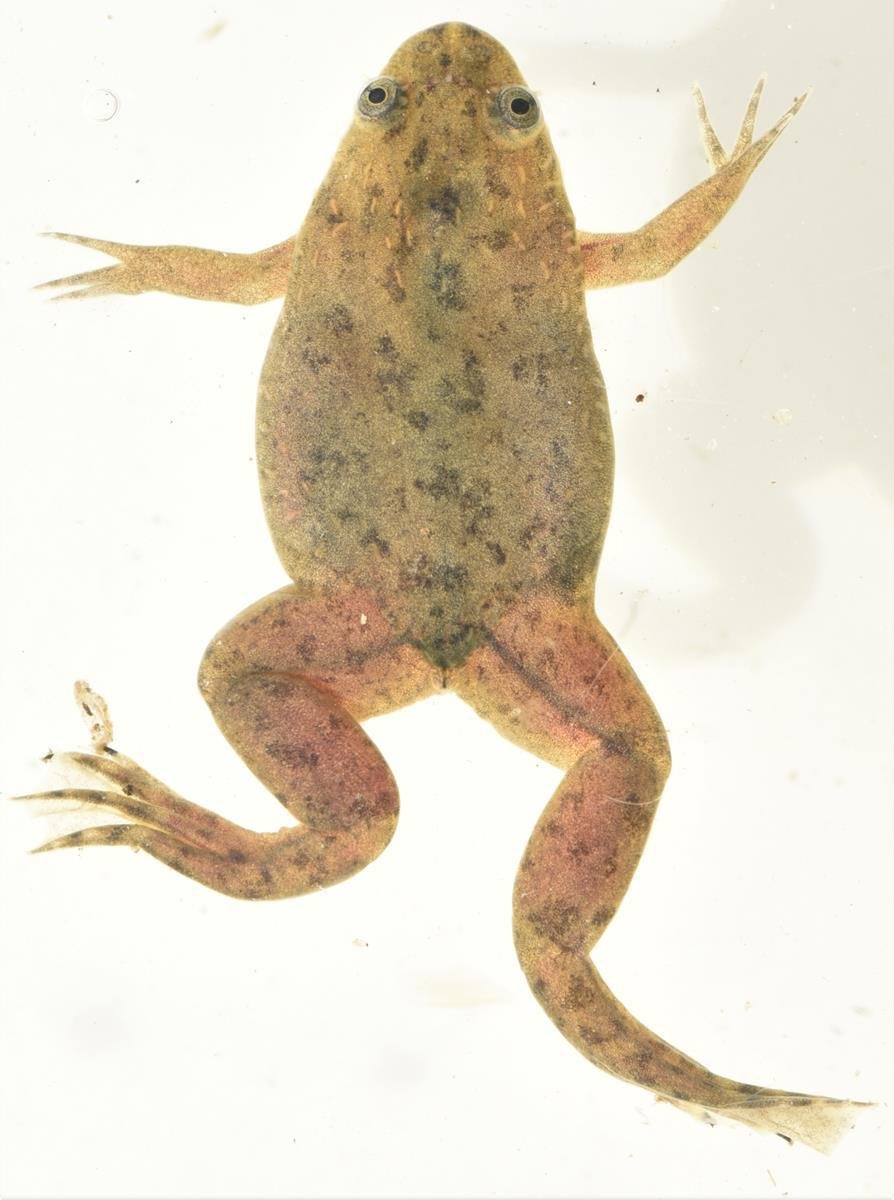
Xenopus victorianus
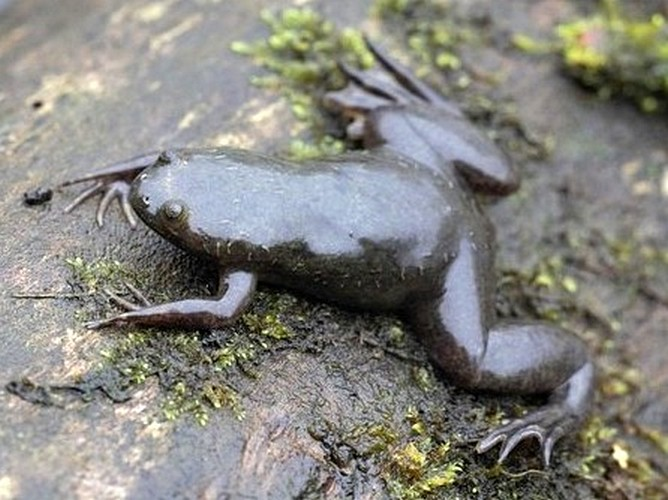
Xenopus calcaratus